# طالب خان
طالب خان هي قرية في مقاطعة مراغة، إيران. عدد سكان هذه القرية هو 1,632 في سنة 2006.